# Farnay
Farnay ist eine französische Gemeinde mit 1.358 Einwohnern (Stand: 1. Januar 2022) im Département Loire in der Region Auvergne-Rhône-Alpes. Sie gehört zum Arrondissement Saint-Étienne und zum Kanton Rive-de-Gier. Die Einwohner werden Cellieutaires genannt.

## Geographie
Farnay liegt etwa 19 Kilometer ostnordöstlich von Saint-Étienne. Umgeben wird Farnay von den Nachbargemeinden Lorette im Norden, Rive-de-Gier und Châteauneuf im Nordosten, Sainte-Croix-en-Jarez im Osten und Südosten sowie Saint-Paul-en-Jarez im Süden und Westen.

## Bevölkerungsentwicklung
| Jahr                       | 1962 | 1968 | 1975 | 1982 | 1990 | 1999 | 2006 | 2017 |
| -------------------------- | ---- | ---- | ---- | ---- | ---- | ---- | ---- | ---- |
| Einwohner                  | 294  | 305  | 446  | 879  | 982  | 1139 | 1249 | 1408 |
| Quellen: Cassini und INSEE |      |      |      |      |      |      |      |      |

## Sehenswürdigkeiten
- Kirche Saint-Eucher mit Glasmalereien